# Clutch
Clutch är ett amerikanskt rockband från Germantown, Maryland, bildat 1991 av Neil Fallon (sång), Tim Sult (gitarr), Dan Maines (bas) och Jean-Paul Gaster (trummor). Mick Schauer (avliden 2019) spelade keyboard i bandet 2005–2008.

## Medlemmar
Nuvarande medlemmar
- Neil Fallon – sång, gitarr, keyboard, munspel, slagverk (1990– )
- Tim Sult – gitarr (1990– )
- Dan Maines – basgitarr (1990– )
- Jean-Paul Gaster – trummor, slagverk (1990– )

Tidigare medlemmar
- Mick Schauer – keyboard (2005–2008)

## Diskografi
Studioalbum
- 1993 – Transnational Speedway League: Anthems, Anecdotes & Undeniable Truths
- 1995 – Clutch
- 1998 – The Elephant Riders
- 2000 – Jam Room
- 2001 – Pure Rock Fury
- 2004 – Blast Tyrant
- 2005 – Robot Hive/Exodus
- 2007 – From Beale Street to Oblivion
- 2009 – Strange Cousins From The West
- 2013 – Earth Rocker
- 2015 – Psychic Warfare

Livealbum
- 2003 – Live at the Googolplex
- 2004 – Live in Flint, Michigan
- 2007 – Heard It All Before: Live at the HiFi Bar
- 2008 – Live at the Corner Hotel
- 2008 – Full Fathom Five: Audio Field Recordings (2007–2008)
- 2010 – Strange Cousins at the Prince

Samlingsalbum
- 2003 – Slow Hole to China: Rare and Unreleased
- 2005 – Pitchfork & Lost Needles
- 2015 – La Curandera

EP
- 1991 – Pitchfork
- 1992 – Passive Restraints
- 1997 – Impetus
- 2012 – Pigtown Blues
- 2014 – Run, John Barleycorn, Run

Singlar
- 1995 – "Tight Like That"
- 1998 – "The Elephant Riders"
- 2001 – "Careful with That Mic..."
- 2001 – "Immortal"
- 2002 – "Pure Rock Fury"
- 2004 – "The Mob Goes Wild"
- 2005 – "10001110101"
- 2005 – "Mice and Gods"
- 2007 – "Electric Worry"
- 2009 – "50,000 Unstoppable Watts"
- 2012 – "Pigtown Blues"
- 2013 – "Earth Rocker"
- 2013 – "Crucial Velocity"
- 2015 – "X-Ray Visions"